# Kameto
Kameto (typographié Kamet0), de son vrai nom Kamel Kebir, né le 27 juin 1995 à Corbeil-Essonnes, est un entrepreneur et vidéaste web français spécialisé dans le jeu vidéo et l'e-sport. Populaire sur la plateforme Twitch, il est le PDG et cofondateur de la Karmine Corp.

## Biographie

### Origine du pseudonyme
Kamel Kebir est né le 27 juin 1995 à Corbeil-Essonnes. Sa première console de jeux vidéo est une Game Boy Color. Jeune, il enchaîne les petits boulots pour pouvoir se payer un ordinateur et jouer à StarCraft 2,,. Il emprunte le pseudonyme Kameto sur ce jeu, un hommage à un oncle décédé d'un cancer,.

### Débuts dans l'e-sport
Kameto découvre League of Legends lorsqu'il est au lycée et se passionne immédiatement pour le jeu. Il devient un joueur de très bon niveau et participe à plusieurs compétitions, jusqu'à notamment participer à la Paris Games Week en 2014, invité par le streamer Sardoche,,.
Il décroche un baccalauréat économique et social au rattrapage puis poursuit ses études avec une licence d'administration économique et sociale à l'université d'Évry qu'il abandonne rapidement,. Il part habiter seul pour tenter une deuxième licence, LLCER, mais l'attrait pour les jeux vidéo s’impose dans sa vie et il abandonne ses études à nouveau. Contacté par la Web TV Eclypsia, il part en Angleterre en 2015, à vingt ans, pour devenir streamer de League of Legends.

### Évolution dans le streaming
En 2018, Kameto crée une radio libre éphémère sur Twitch nommée Radio Sexe, qui attire des dizaines de milliers d'auditeurs chaque semaine. Le succès retentissant du programme l'amène à rencontrer des célébrités telles que l'artiste Jok'Air ou encore l'acteur de films pornographiques Manuel Ferrara, ainsi qu'à élargir son audience.
En mai 2019, il compose une équipe afin d'affronter l'équipe de Gotaga sur le jeu FIFA 19 au premier étage de la tour Eiffel, privatisée pour l'occasion. Devant une audience grimpant jusqu'à plus de 100 000 spectateurs, Kameto et son équipe s'inclinent sur le score de trois manches à une.

### Débuts de la Karmine Corp
Kameto crée à l'hiver 2019 avec Kotei, de son vrai nom Zouhair Darji, une équipe de e-sport avec des équipes engagées dans les compétitions professionnelles de League of Legends, TrackMania et Teamfight Tactics. Nommée Kameto Corp, l'équipe est engagée en deuxième division après le rachat de la structure Unfazed et termine sa première saison à la troisième place mais obtient la promotion en Ligue française de League of Legends après le désistement de la Team Oplon. La structure s'engagera dans d'autres compétitions e-sport dans le futur avec Rocket League, Valorant, Smash Bros et Fortnite.
En 2020, Kameto s'associe au vidéaste Prime et renomme l'équipe Karmine Corp (fréquemment surnommée KCorp),. La popularité des deux streamers sur les plateformes en ligne crée un attrait important pour l'équipe. Le club connaît une ascension très rapide, devenant champion de France puis champion d'Europe sur League of Legends en 2021, faisant de Kameto l'une des figures incontournables de l'e-sport hexagonal,. Après ce succès, Kameto est félicité par le président de la République française Emmanuel Macron. L'engouement créé par Kameto pour son équipe, notamment en nourrissant une culture de supporters ultras,, lui permet de battre des records d'audience sur la plateforme Twitch et de remplir des salles de spectacles,.

### Roi de Twitch
En janvier 2022, Kameto est le diffuseur français le plus regardé sur Twitch avec une audience cumulée de plus de quatre millions d'heures.
En avril, dans une bataille mondiale de pixels sur Reddit (r/place), il coordonne les efforts français devant une audience atteignant 420 000 spectateurs sur sa chaîne Twitch pour afficher le logo de la Karmine Corp, un grand drapeau français avec une représentation de la tour Eiffel ainsi que divers hommages culturels à Thomas Pesquet, Népal, au palais du Louvre et sa pyramide, ou encore à Jinx portant un fumigène aux couleurs de son club d'e-sport,,,,,. Aidé par les milliers d'internautes, il mène une bataille numérique contre les communautés américaines et espagnoles jusqu’à négocier des trêves sur Discord,. Il est bientôt rejoint par de nombreux créateurs de contenus sur Twitch comme ZeratoR, Antoine Daniel, Jean Massiet, Ponce ou encore le vidéaste Inoxtag. Son direct de dix heures du dimanche 3 avril réunit une audience cumulée de près de six millions de spectateurs, quand celui du lundi 4, d'une durée de quatorze heures, accumule plus de 17 millions de vues,. Emblème de cette « Guerre de Pixels », Zinédine Zidane le remercie pour le travail effectué. 
En décembre, il est désigné homme de l’année par le magazine GQ.

### Président de clubs
En octobre 2023, Kameto annonce que la Karmine Corp a acquis la place d'Astralis en League of Legends European Championship (LEC) et rejoindra la ligue européenne pour la saison 2024, une étape vers son rêve de gagner le championnat du monde de League of Legends. Après avoir inauguré sa propre enceinte à Évry-Courcouronnes, son club remporte la LEC pour la première fois à l’hiver 2025.
En 2025, Kameto devient président d'un des clubs de la Kings League France qu'il nomme Karasu (« corbeau » en japonais) et réalise le recrutement de l'ancien joueur de Ligue 1 Yohan Mollo.

## Participations à des évènements
Kameto a participé au ZEvent de 2018 à 2021 et 2024. Lors du ZEvent 2019, ZeratoR et Squeezie envoient les viewers sur sa chaîne pour atteindre l'objectif de dons de 75 000 euros pour lequel Kameto s'est engagé à rentrer chez lui en vélo, soit un trajet de Montpellier à Marseille. Lors de l'édition 2021, il se fait remarquer en faisant une coupe mulet.
En février 2023, Kameto récolte 22 000 € lors d'un live caritatif en soutien aux victimes des séismes en Turquie et Syrie[réf. nécessaire].
À partir de mai 2023, il fait partie des membres francophones invités (avec Antoine Daniel, Aypierre, Baghera Jones et Etoiles) au serveur Minecraft international et multilingue QSMP, lancé par le streameur et vidéaste mexicain Quackity et inspiré du Dream SMP (en) auquel il avait lui-même participé. Il regroupe des créateurs de contenu du monde entier dans un même serveur, exploitant un système de traduction automatique en temps réel, et consistant à la fois en du divertissement « libre », et du jeu de rôle plus ou moins scripté.
Kameto participe en janvier 2025 à l'évènement caritatif Stream For Humanity où il récolte près de 325 500 euros de dons sur sa cagnotte personnel. L'évènement se terminera avec près de 3,5 millions d'euros récoltés pour Médecins sans frontières,. Il chante à la mi-temps du match de clôture de l'évènement sa chanson ATM écrite avec le producteur de musique Naskid au ZEvent 2024.

## Doublage
- 2021 : L'Attaque des Titans : un soldat[47] (saison 4, partie 1)